# Adam di Eynsham
Adam di Eynsham (Oxford, 1155 – dopo il 1233) è stato uno scrittore inglese del Basso Medioevo.
Fu anche monaco e priore dell'abbazia benedettina di Eynsham.

## Biografia
Adam nacque intorno al 1155 ad Oxford da una famiglia benestante. Il padre, Edmundus, era un medico. Aveva due fratelli: Edmund, il protagonista della Visio monachi de Eynsham, e William, indicato dai registri della cancelleria di Eynsham come un faber, che aveva due piccole proprietà nella parrocchia di San Pietro.
Dopo un primo periodo nell'abbazia di Eynsham, della quale fu nominato priore, divenne cappellano del vescovo Ugo di Lincoln, per il quale compilò i registri dell'abbazia di Eynsham, funzionali per avvalorare la posizione del vescovo nella disputa che, tra il 1196 e il 1197, si era venuta a creare tra questi e il re Riccardo I, per la giurisdizione del monastero.
Nel 1200, dopo la morte del vescovo Ugo, Adam tornò ad Eynsham. Qui rimase fino al 1208, anno in cui, morto l'abate del monastero, il successore di Riccardo I, re Giovanni, rivendicò il diritto di patronato sul monastero, costringendo Adam all'esilio.
Fu durante l'esilio in Francia, tra il 1212 e il 1213, che Adam scrisse l'opera che lo rese famoso, la Magna Vita Sancti Hugonis, un'opera biografica dedicata alla vita del vescovo Ugo di Lincoln.
Nel 1213 Adam tornò ad Eynsham, dopo che re Giovanni lasciò la giurisdizione dell'abbazia al vescovo di Lincoln. Qui ricoprì la carica di abate dal 1213 al 1229, anno in cui fu deposto a causa della sua incapacità di fronteggiare la crisi economica che aveva colpito il monastero.
A partire dal 1233 non si ha più alcuna traccia di lui.